# A-Plus
A A-Plus é uma rede de lojas de conveniência dos Estados Unidos fundada em 1985 pela ARCO e comprada pela Sunoco em 1988.